# Titularbistum Zarna
Zarna ist ein Titularbistum der römisch-katholischen Kirche.
Es geht zurück auf einen untergegangenen Bischofssitz in der gleichnamigen antiken Stadt, die in der römischen Provinz Africa proconsularis (heute nördliches Tunesien) lag. Der Bischofssitz war der Kirchenprovinz Karthago zugeordnet.
| Titularbischöfe von Zarna |                                                                            | |                    |                   |
| Nr.                       | Name                                                                       | Amt | von                | bis               |
| 1                         | William Michael Fitzgerald OP                                              | 15. August 1958 – 18. Juni 1966 Weihbischof in Port of Spain, 18. Juni 1966 – 19. März 1968 Apostolischer Administrator von Port of Spain (Westindische Föderation/Trinidad und Tobago) | 15. August 1958    | 26. November 1970 |
| 2                         | Manuel S. Salvador seit dem 26. Januar 1973 Titularerzbischof pro hac vice | 25. September 1972 – 26. Januar 1973 Altbischof von Palo, 26. Januar 1973 – 14. Juli 1996 Koadjutorerzbischof von Cebu (Philippinen)                                                    | 25. September 1972 | 14. Juli 1996     |
| 3                         | Paul Gregory Bootkoski                                                     | Weihbischof in Newark (USA) | 7. Juli 1997       | 4. Januar 2002    |
| 4                         | Licínio Rangel OVS                                                         | Apostolischer Personaladministrator der Apostolischen Personaladministration St. Johannes Maria Vianney (Brasilien)                                                                     | 18. Januar 2002    | 16. Dezember 2002 |
| 5                         | Bernard Longley                                                            | Weihbischof in Westminster (Großbritannien) | 4. Januar 2003     | 1. Oktober 2009   |
| 6                         | Francisco Antonio Ceballos Escobar CSsR                                    | Apostolischer Vikar von Puerto Carreño (Kolumbien) | 10. Juni 2010      | 22. April 2020    |
| 7                         | Sonatan Kisku                                                              | Weihbischof in Dumka (Indien) | 12. April 2025     |                   |